# Associazione Sportiva Sora 2004-2005
Questa voce raccoglie le informazioni riguardanti l'Associazione Sportiva Sora nelle competizioni ufficiali della stagione 2004-2005.

## Rosa
| N. |                   | Ruolo | Calciatore              |
| -- | ----------------- | ----- | ----------------------- |
|    | Italia (bandiera) | C     | Fabrizio Antonini       |
|    | Italia (bandiera) | C     | Andrea Bricca           |
|    | Italia (bandiera) | C     | Massimo Campo           |
|    | Italia (bandiera) | D     | Marco Capezzuto         |
|    | Italia (bandiera) | A     | Massimiliano Caputo     |
|    | Italia (bandiera) | D     | Tiziano Carnevali       |
|    | Italia (bandiera) | D     | Massimiliano Cianfarani |
|    | Italia (bandiera) | D     | Luca Colombo            |
|    | Italia (bandiera) | A     | Alessandro Corallo      |
|    | Italia (bandiera) | C     | Giovanni Costanzo       |
|    | Italia (bandiera) | D     | Andrea De Ciantis       |
|    | Italia (bandiera) | P     | Mario Di Girolamo       |
|    | Italia (bandiera) | C     | Fabio Ferraresi         |
|    | Italia (bandiera) | D     | Nicola Fumai            |

| N. |                      | Ruolo | Calciatore        |
| -- | -------------------- | ----- | ----------------- |
|    | Italia (bandiera)    | C     | Andrea Ghidini    |
|    | Italia (bandiera)    | D     | Cristian Lizzori  |
|    | Italia (bandiera)    | C     | Andrea Luciani    |
|    | Italia (bandiera)    | A     | Pasquale Luiso    |
|    | Italia (bandiera)    | A     | Denis Maccan      |
|    | Italia (bandiera)    | A     | Roberto Magliocco |
|    | Venezuela (bandiera) | C     | Miguel Mea Vitali |
|    | Italia (bandiera)    | D     | Eddy Mengo        |
|    | Italia (bandiera)    | A     | Stefano Morello   |
|    | Italia (bandiera)    | C     | Archimede Morleo  |
|    | Italia (bandiera)    | D     | Giampaolo Parisi  |
|    | Italia (bandiera)    | D     | Marco Pollini     |
|    | Italia (bandiera)    | P     | Francesco Ripa    |
|    | Italia (bandiera)    | C     | Francesco Sorbino |

## Risultati

### Serie C1

#### Girone di andata
| 12 settembre 2004 1ª giornata | SPAL | 1 – 0 | Sora |  |

| 19 settembre 2004 2ª giornata | Sora | 1 – 0 | Chieti |  |

| 26 settembre 2004 3ª giornata | Teramo | 1 – 0 | Sora |  |

| 3 ottobre 2004 4ª giornata | Sora | 1 – 3 | Reggiana |  |

| 10 ottobre 2004 5ª giornata | Rimini | 4 – 2 | Sora |  |

| 17 ottobre 2004 6ª giornata | Sora | 4 – 1 | Martina |  |

| 24 ottobre 2004 7ª giornata | Padova | 4 – 2 | Sora |  |

| 31 ottobre 2004 8ª giornata | Sora | 0 – 0 | Foggia |  |

| 7 novembre 2004 9ª giornata | Vis Pesaro | 0 – 1 | Sora |  |

| 14 novembre 2004 10ª giornata | Sora | 4 – 6 | Fermana |  |

| 21 novembre 2004 11ª giornata | Lanciano | 2 – 1 | Sora |  |

| 28 novembre 2004 12ª giornata | Sora | 1 – 0 | Giulianova |  |

| 5 dicembre 2004 13ª giornata | Napoli | 2 – 0 | Sora |  |

| 8 dicembre 2004 14ª giornata | Sora | 0 – 1 | Sporting Benevento |  |

| 12 dicembre 2004 15ª giornata | Sambenedettese | 0 – 0 | Sora |  |

| 19 dicembre 2004 16ª giornata | Sora | 1 – 1 | Avellino |  |

| 6 gennaio 2005 17ª giornata | Cittadella | 1 – 1 | Sora |  |

#### Girone di ritorno
| 9 gennaio 2005 18ª giornata | Sora | 0 – 0 | SPAL |  |

| 16 gennaio 2005 19ª giornata | Chieti | 1 – 1 | Sora |  |

| 23 gennaio 2005 20ª giornata | Sora | 0 – 0 | Teramo |  |

| 30 gennaio 2005 21ª giornata | Reggiana | 0 – 0 | Sora |  |

| 6 febbraio 2005 22ª giornata | Sora | 0 – 1 | Rimini |  |

| 13 febbraio 2005 23ª giornata | Martina | 1 – 1 | Sora |  |

| 27 febbraio 2005 24ª giornata | Sora | 1 – 2 | Padova |  |

| 6 marzo 2005 25ª giornata | Foggia | 1 – 1 | Sora |  |

| 13 marzo 2005 26ª giornata | Sora | 2 – 2 | Vis Pesaro |  |

| 20 marzo 2005 27ª giornata | Fermana | 0 – 2 | Sora |  |

| 26 marzo 2005 28ª giornata | Sora | 2 – 0 | Lanciano |  |

| 10 aprile 2005 29ª giornata | Giulianova | 2 – 1 | Sora |  |

| 17 aprile 2005 30ª giornata | Sora | 0 – 0 | Napoli |  |

| 24 aprile 2005 31ª giornata | Benevento | 1 – 2 | Sora |  |

| 1º maggio 2005 32ª giornata | Sora | 1 – 2 | Sambenedettese |  |

| 8 maggio 2005 33ª giornata | Avellino | 1 – 0 | Sora |  |

| 15 maggio 2005 34ª giornata | Sora | 2 – 1 | Cittadella |  |